# Todrick Hall
 (juin 2019).
Todrick Hall, né le 4 avril 1985, est un chanteur, acteur, directeur, chorégraphe, artiste, drag queen et youtubeur américain. Il s'est fait connaître quand il a auditionné pour la 9e saison d'American Idol où il a atteint les demi-finales. Depuis lors, il exerce ses talents à Broadway et sur YouTube.
En 2013, Hall est sous la direction de Scooter Braun Projects. Il a été mis en avant par Forbes dans Top 30 under 30 dans la catégorie hollywoodienne en 2014. Il apparaît également à plusieurs reprises dans RuPaul's Drag Race, en tant qu'invité spécial et chorégraphe.

## Jeunesse
Todrick Hall est né à Plainview, au Texas, le 4 avril 1985. Sa famille est composée de sa mère, son père, son frère, et son beau-père. Il savait qu'il était différent ; il aimait jouer aux poupées, et se demandait avec inquiétude s'il serait accepté par sa famille s'il devenait « l'un de ces gens homo dont on se moquait à la télévision ». Hall commence le ballet à l'âge de neuf ans, et plus tard apparaîtra dans The Color Purple. Il fait son coming-out à sa famille en leur annonçant son homosexualité à l'âge de quinze ans ; il faudra plusieurs années à ses proches pour accepter cela. Il apparait également dans La Belle et la Bête de Disney, le Radio City Christmas Spectacular, et a donné des représentations avec Royal Caribbean, Holland America Line, et Walt Disney Parks and Resorts.

## Carrière
Entre 2016 et 2022, Todrick Hall a réalisé six albums ou EP. Le clip de Nails, Hair, Hips, Heels, issu de l'EP Haus Party, Pt. 1 paru en mai 2019, a été vu près de 50 millions de fois sur Youtube.

## Controverses
Durant American Idol, Hall a été accusé de fraude pour avoir fait payer plusieurs fois 50 $ à des parents dans le cadre d'une comédie musicale appelée Oz, the Musical. La comédie musicale a été annulée, mais l'argent n'a jamais été rendu. Cependant, il a nié être impliqué dans les aspects financiers de la comédie musicale, car il en était le directeur et pas le producteur.

## Apparitions et créations de vidéos
- ? : It Gets Better
- ? : McDonalds Drive Thru Song
- ? : Beyonce End Of Time Flash Mob
- ? : I Wanna Be On Glee
- ? : We Found Love duet avec Siri
- ? : Without U duet avec Tori Kelly
- ? : Grown Woman Disney Parody
- ? : Beauty and the Beat
- ? : How The Grinch Stole Crenshaw
- ? : Dear Santa
- ? : Disney Dudez
- ? : Todrick Hall's The Wizard of Ahhhs feat. Pentatonix
- ? : Hold On, We're Going Home
- ? : The Hungry Games
- ? : Mean Gurlz
- ? : Spell Block Tango (en tant que Scar du Roi Lion)
- 2013 : Beyoncé : Blow et Superpower
- 2014 : Pop Star High (8 episodes)
- 2014 : Ouverture des Kids' Choice Awards
- 2014 : Twerking in the Rain
- 2014 : Mary Poppin-Dem-Pills
- 2014 : Cinderfella
- 2014 : Mean Boys
- 2014 : All That Azz
- 2014 : Bridesmaidz 2
- 2014 : Weavegirlz
- 2014 : Grown Woman
- 2014 : Disney Dudez 2
- 2014 : Snow White and the Seven Thugs
- 2014 : Freaks Like Me (feat. the cast of Dance Moms)
- 2014 : Disney Dudez 3
- 2014 : #BandCamp (avec boyband IM5)
- 2014 : Cell Black Django
- 2014 : Alice in WeHoLand
- 2014 : Splits on Christmas Trees
- 2015 : DRIVE
- 2015 : 90s Disney (feat. Shoshana Bean)
- 2015 : 4 Beyonce
- 2015 : Beauty And The Beat Boots
- 2015 : 4 Rihanna
- 2016 : CATFISH
- 2017 : Black and White (feat. Superfruit & Kirstin Maldonado)